# سامبین

سامبین شهری در شهرستان ایپلسه در استان بازگا در بورکینافاسوی مرکزی است و جمعیت آن ۱۵۲۴ نفر است.